# Lago Gutiérrez
El lago Gutiérrez es un lago de origen glaciar ubicado en la Provincia de Río Negro, Argentina, en el Departamento Bariloche.

## Historia
El lago Gutiérrez comienza a ser reconocido fuera de esta región cuando en 1877 es bautizado con este nombre por el explorador Francisco P. Moreno, quien recorre sus costas al año siguiente de haber llegado por primera vez al Nahuel Huapi, y el mismo año en que remontó el río Santa Cruz hasta el lago Argentino, motivo por el cual el gigantesco glaciar que lo nutre lleva su nombre.
En 1883 el Teniente de la Armada Eduardo O'Connor intentó navegarlo pero fracasó en su intento. Desde entonces, el poblamiento de sus costas fue en paulatino aumento, para incrementarse notablemente desde el comienzo del siglo XVI. Los primeros poblamientos rurales se instalaron en la cabecera norte, donde más tarde se formaría Villa Los Coihues, así como en la cabecera sur, donde hoy se encuentra el camping «Los Baqueanos», y en el camino que bordea el lago por el este, donde aún puede verse la antigua casa Felley. El amplio sector ubicado en los faldeos del cerro Otto, entre el lago y la ruta 258 —más tarde renombrada como ruta 40—, cubierto por bosques de ciprés, coihue y ñire, fue talado para abastecer las necesidades de leña y madera de la creciente San Carlos de Bariloche. Más tarde, allí se instaló un tambo  y tiempo después se estableció un barrio privado conocido como «Villa Arelauquen», mientras en sus alrededores se desarrolló lo que hoy se conoce como Villa Los Coihues y Villa Lago Gutiérrez.

## Características

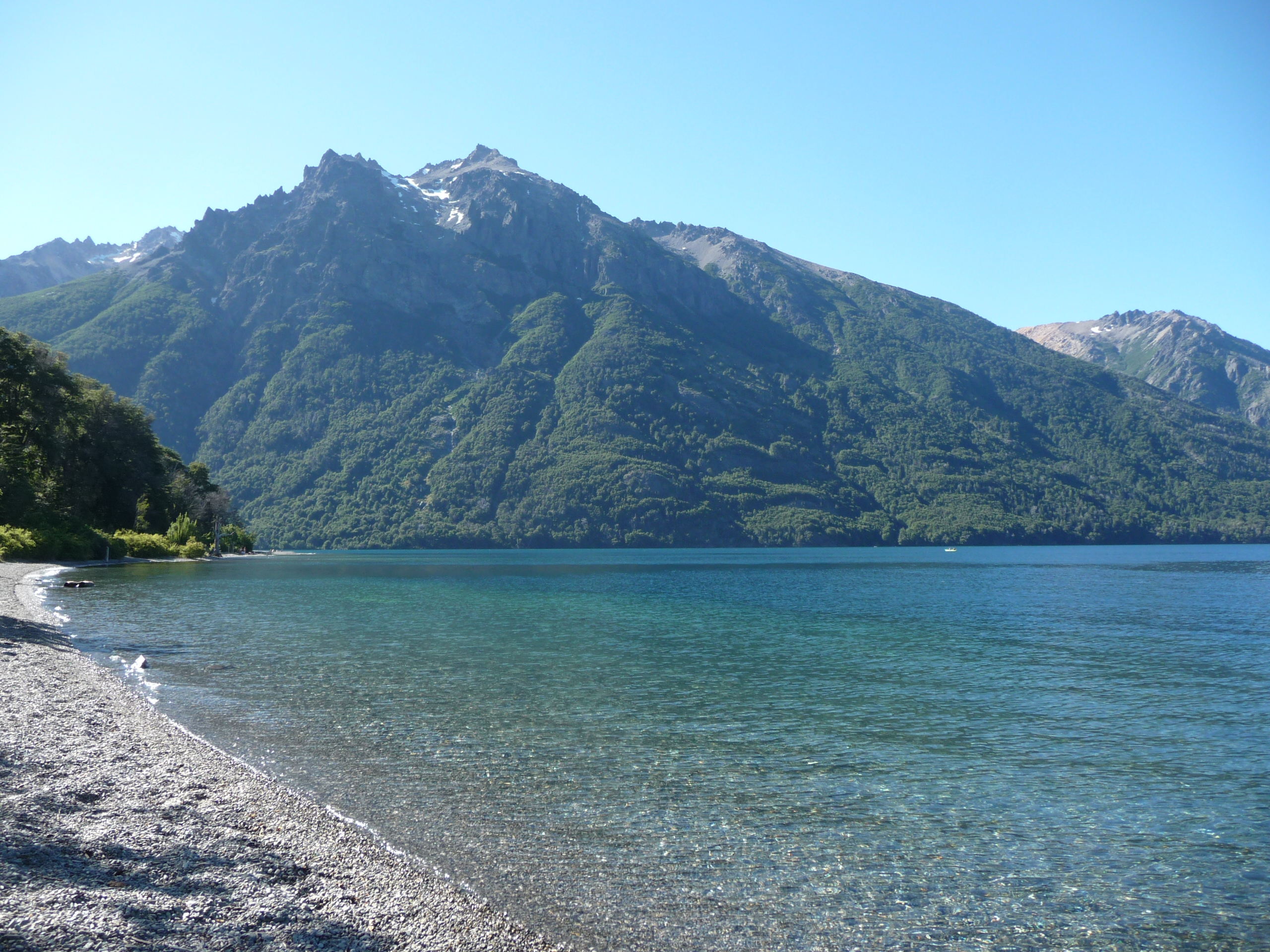
Playa en el extremo sur del lago Gutiérrez.

Tiene una superficie aproximada de 1640 ha, y ocupa un valle rodeado por los cerros Otto, Catedral y de la Ventana. El valle está abierto hacia el norte por la pampa llamada «Nahuel Malal», ocupada por la Villa Los Coihues, hacia el este por las planicies semiesteparias que limitan por el sur el Cerro Otto y la ciudad de San Carlos de Bariloche (zona conocida como «Pampa de Huenuleo»), y por el sudoeste por una planicie pantanosa, conocida en la zona como «Divisoria de Aguas Atlántico-Pacífico», ya que el vecino lago Mascardi pertenece a la cuenca del río Manso, que desemboca en el océano Pacífico.
El Gutiérrez, en cambio, a través de los ríos Limay y Negro, desagua en el océano Atlántico. Recibe aportes hídricos de los arroyos que bajan del cerro Catedral y del cordón del Ñirihuau. Desagua a través del arroyo Gutiérrez en el vecino lago Nahuel Huapi.
Está rodeado por paisajes dominados por bosques de coihues y otras fagáceas, más densos hacia el oeste y más abiertos hacia el este. La mayor parte de sus costas pertenecen al parque nacional Nahuel Huapi, pero la población ha aumentado desde finales del siglo XX, causando modificaciones esenciales en el paisaje.
El lago está ubicado en las proximidades de San Carlos de Bariloche y es un destino turístico muy popular para sus habitantes y visitantes.
Sus aguas son relativamente templadas, ya que su aporte principal no es el deshielo de nieves invernales, sino de lluvias invierno-primaverales. Por esa razón, este lago es, junto con el lago Moreno, un destino preferido para realizar deportes acuáticos y natación. Tiene varias zonas de playas, muchas de ellas accesibles por caminos pavimentados.
El nivel de las aguas del lago ha sido artificialmente aumentado y controlado a mediados del siglo XX, por una esclusa, la cual regulaba el agua a dos usinas, ubicada aguas abajo del arroyo Gutiérrez. Actualmente queda una, que abastece energía a las instalaciones del Ejército argentino. La otra, anteriormente también energizaba al Cerro Catedral, hasta que se le colocó una central térmica, y luego San Carlos de Bariloche quedó conectado en el sistema eléctrico interconectado nacional, con lo cual pasó a ser parte de una reserva fría. Por esto, y debido al aumento de su cota, el lago se ha visto modificado, sobre todo en sus playas. Las cuales no solo se han visto muy disminuidas, sino que muchos árboles y arbustos han sufrido la erosión por acción del oleaje.

## Toponimia
Los Tehuelches denominaron inicialmente a este lago "Ojo de Dios". Luego, los mapuches lo denominaron Carre Lauquen (en mapudungun: lago verde). Francisco Pascasio Moreno al descubrirlo, lo bautiza de esta manera en honor a Juan María Gutiérrez.  También se lo conoció como Laguna Larga.

## Galería

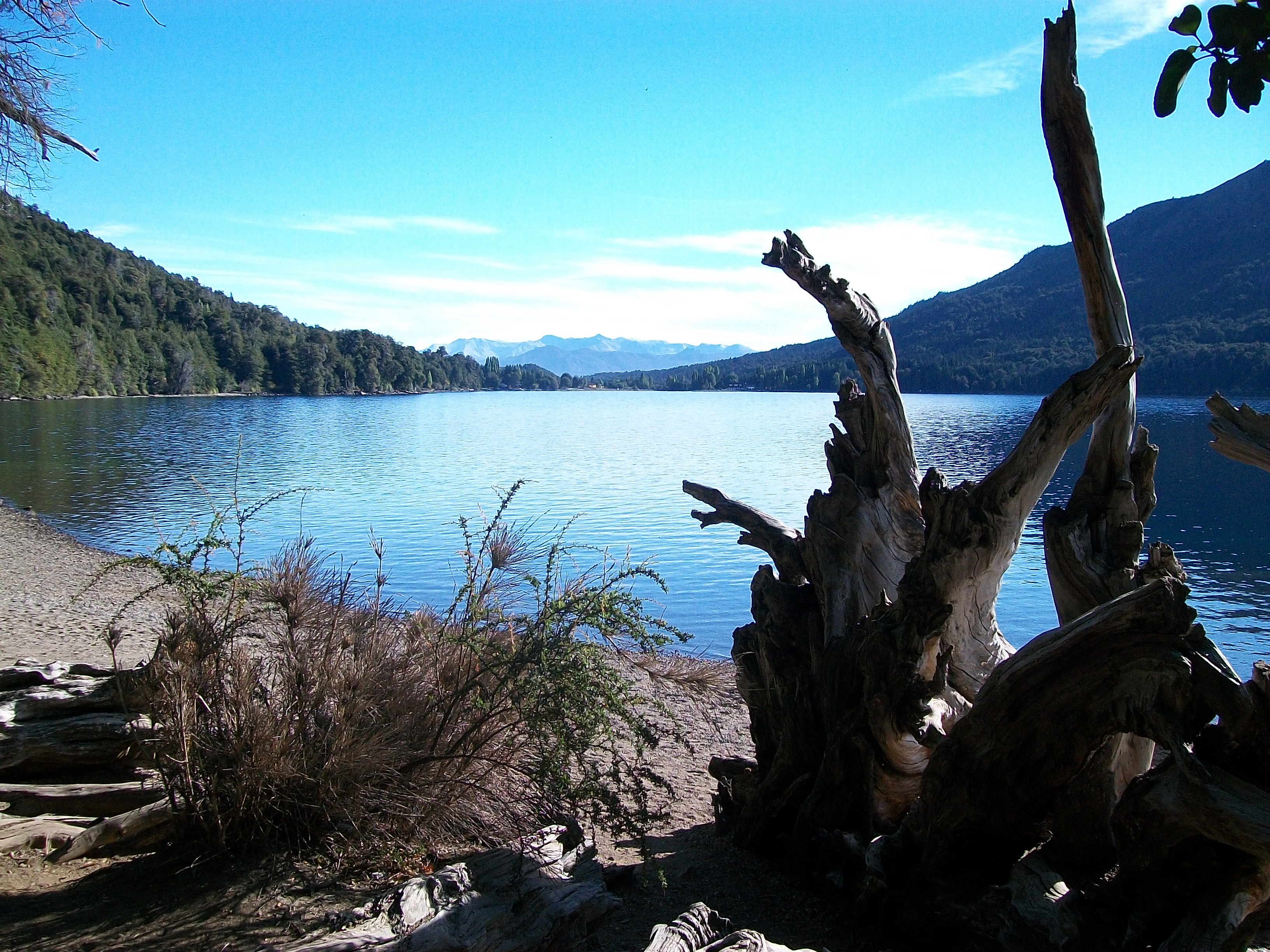
Vista del lago hacia el norte.
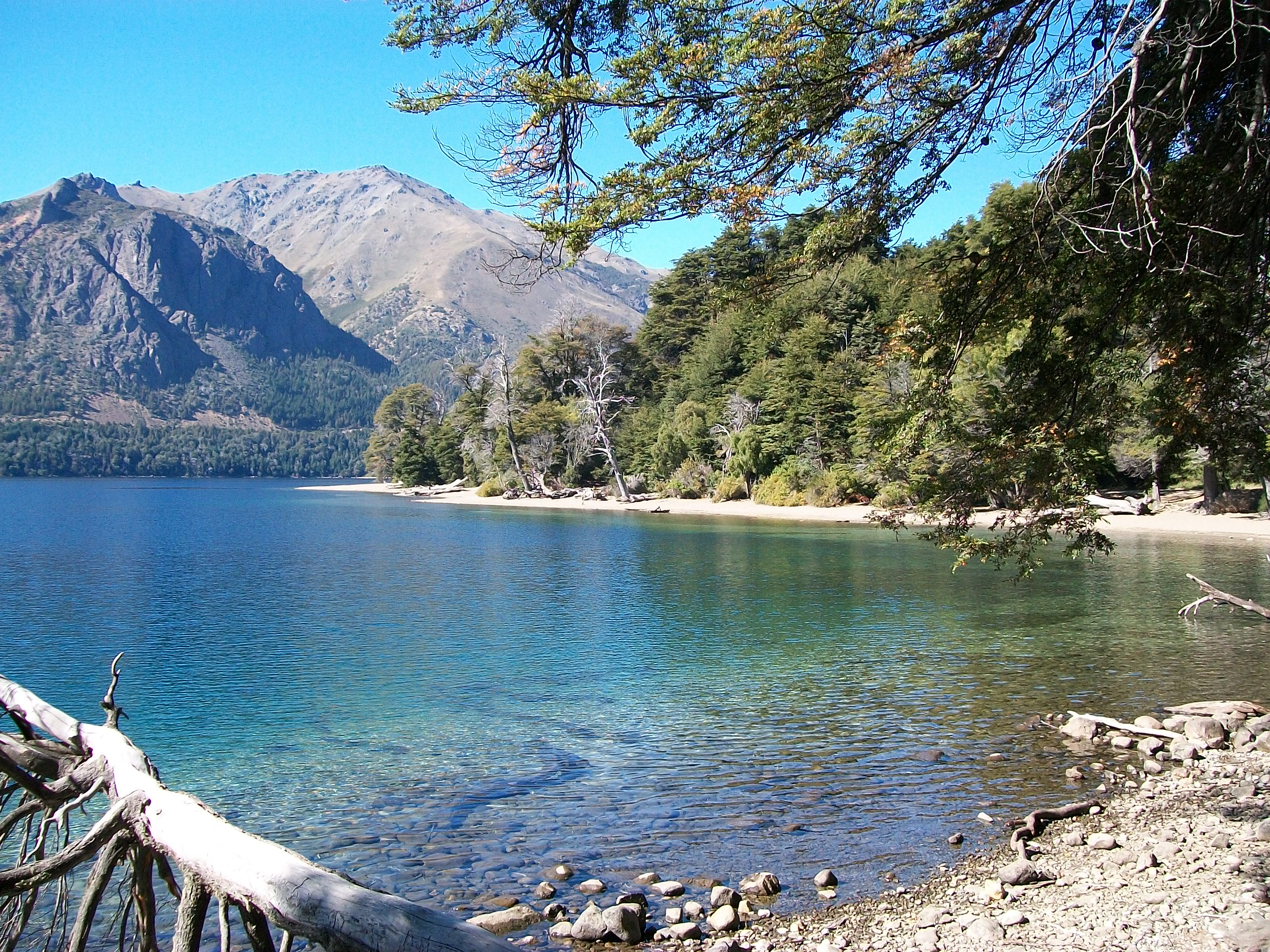
Vista del lago zona central costa oeste.
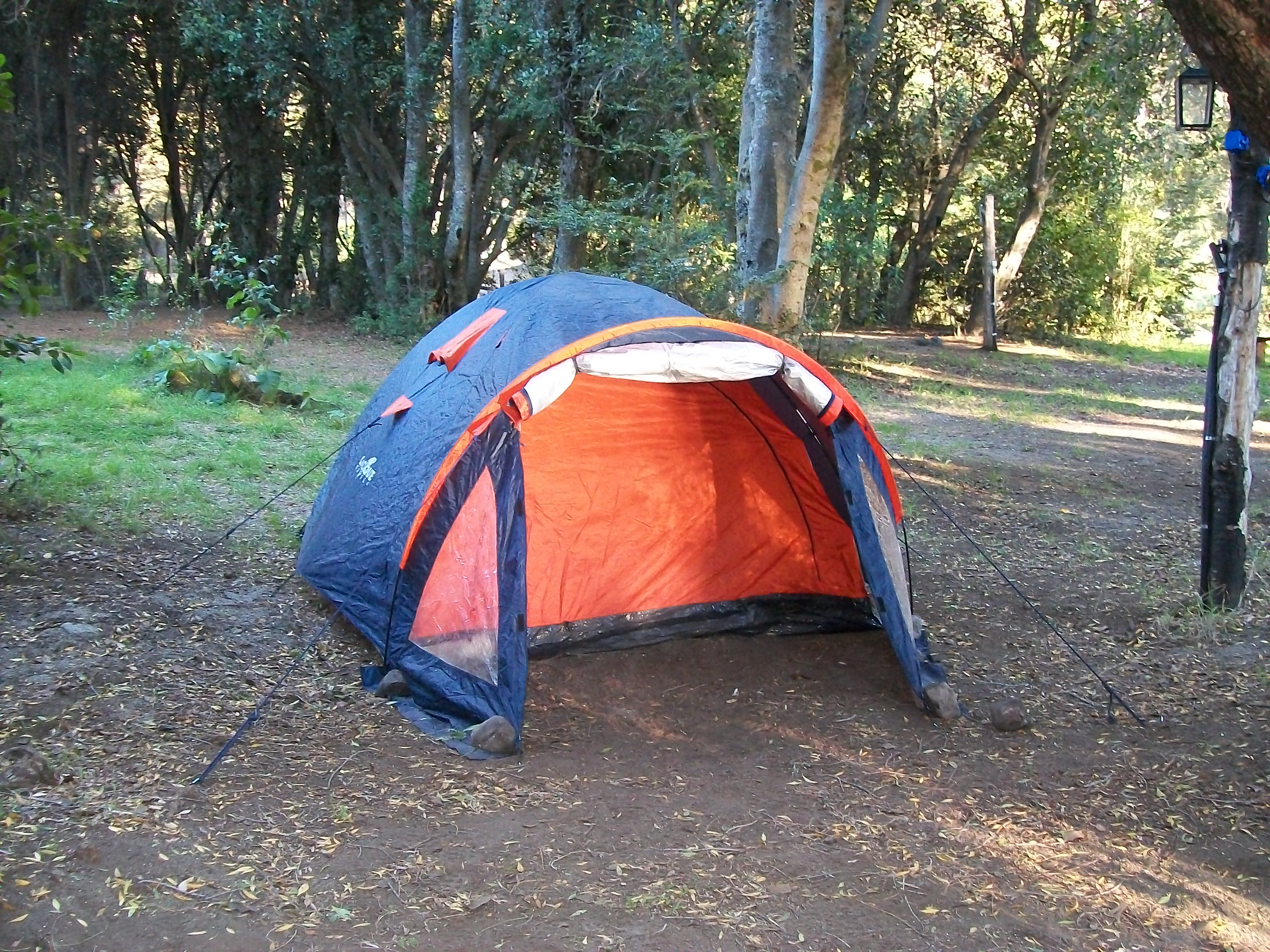
Zona de acampe.
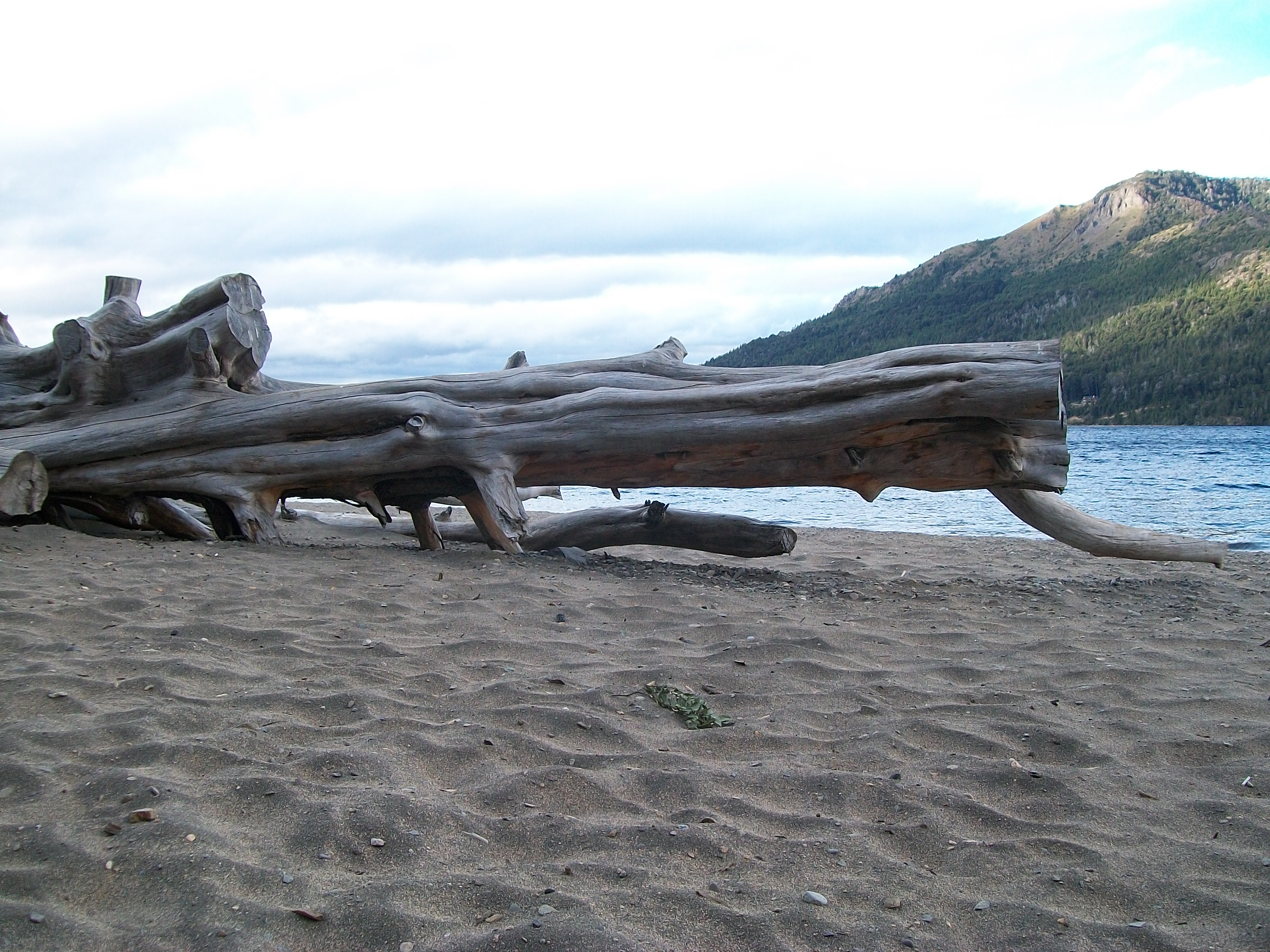
Playa en la zona de acampe.
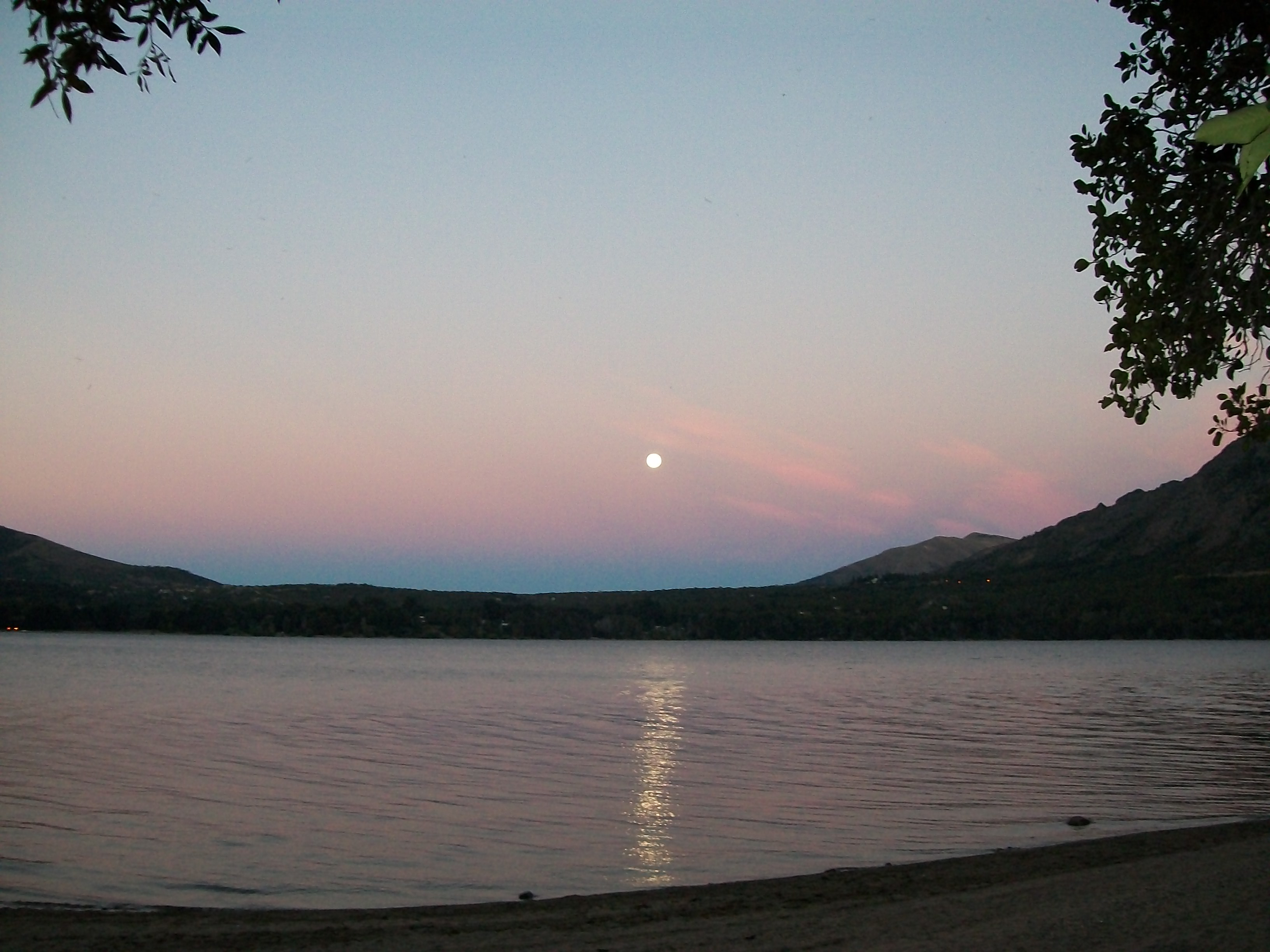
Atardecer en el lago.